# Joseph Addison (Diplomat)
Sir Joseph Addison KCMG (* 3. November 1879; † 1953) war ein britischer Diplomat.

## Leben
Am 1. Januar 1924 wurde er als Companion in den Order of St. Michael and St. George aufgenommen.

### Studium
Joseph Addison besuchte das Magdalen College in Oxford von 1897 bis 1901 als gewöhnlicher Bürger. In dem hauseigenen Archiv des Colleges sind mehrere Werke Addisons aufgelistet. Unter anderem sind auch ein Familienstammbaum und seine Memoiren aufgeführt.

## Politik
Nur zwei Jahre nach seinem Abschluss trat Addison 1903 in den Auswärtigen Dienst ein. 1920 wurde er Botschaftsrat der britischen Botschaft in Berlin. Von 1921 bis 1927 war er Geschäftsträger der Botschaft. 1927 wurde er in das Baltikum versetzt und war dort Gesandter in Reval (Estland), in Kowno (Litauen) und in Riga (Lettland). Die britischen Gesandten, die in Riga stationiert waren, wurden gleichzeitig automatisch auch Gesandte in den anderen Ländern des Baltikums (siehe Liste der britischen Botschafter in Lettland).
1930 wurde er als außerordentlicher Gesandter in Prag (Tschechoslowakei) stationiert, wo er bis zu seinem Ausscheiden 1936 als Diplomat diente.
In einer Chefbesprechung der Reichsregierung vom 9. Januar 1926 ging es unter anderem um die Luftfahrt, genauer um die Ausbildung Reichswehrangehöriger im Luftsport.
Die Briten und die Franzosen waren der Meinung, dass die Reichswehrangehörigen nicht durch die Hand der Weimarer Republik ausgebildet werden sollten. Eine vertiefte Besprechung zwischen Gustav Stresemann, dem damaligen Reichsminister und Addison fand statt. Die Briten, so auch Addison in der Unterredung mit Stresemann, und die Franzosen drohten mit dem Ende der Verhandlungen in der Zwischenkriegszeit zwischen dem Ersten und Zweiten Weltkrieg.

### Entlassung
Letztendlich wurde Addison aus seinem Amt entlassen, weil er nach Meinung des auswärtigen Amtes die Beziehungen zwischen Deutschland und der Tschechoslowakei nicht weiter verbesserte, sondern durch seine Abneigungen den Tschechen gegenüber eher verschlechterte und wurde daraufhin durch die Empfehlung Sir Robert Vansittarts in den Ruhestand geschickt. Dazu trugen die vielen Notizen und der kritische Blick Anthony Edens, dem „zweiten Mann“ hinter Winston Churchill, bei. Auch er, als damaliger Außenminister der Briten, fand die Abneigung Addisons nicht von Vorteil in dem andauernden Konflikt und sprach sich auch für die Entlassung aus.

### Politische und private Beziehungen
Als 1935 der Außenminister der Tschechoslowakei, Edvard Beneš, zu Besuch in Prag war und sehr begeistert von seiner Zeit in Moskau in der damaligen Sowjetunion erzählte, schrieb Addison dem britischen Außenminister Sir Samuel Hoare einen langen Brief. In diesem Brief gibt er die Erzählung Beneš wieder und äußert er seine Sorgen und sein Misstrauen gegenüber Beneš und dessen Zuneigung zu den Sowjets und deren Regierungsform. Addison war Gegner des Kommunismus und kein Sympathisant der Tschechen. Diese Einstellung teilt er mit seinen Nachfolgern Sir Charles Henry Bentinck und Sir Basil Cochrane Newton.
Addison tauschte sich im Laufe seiner Karriere mit vielen wichtigen Persönlichkeiten aus. So hatte er 1918 persönlichen Briefkontakt  mit Edward Stanley, dem damaligen britischen Botschafter in Paris und ehemaligem Kriegsminister der Briten.
1930 hatte er eine Unterredung mit Arthur Henderson, dem Vorsitzenden der britischen Labour Party, in der er die Beziehung der Briten zu den Deutschen beschreibt:
Before the war, the Germans were here [pointing to the ceiling] and we were there [pointing to the floor]; now [reversing the gesture], we are here and they are there [.. .]. The lesson had been necessary, and land reform had been necessary if only as part of it.
Nach seiner Karriere als Diplomat hat er über mehrere Jahre eine rege Korrespondenz mit Charles Sarolea, einem britischen Autoren, geführt. Sie teilten  antibolschewistische und antisemitische Ansichten.